# Stará Ľubovňa
 Ovo je glavno značenje pojma Stará Ľubovňa. Za druga značenja pogledajte Okrug Stará Ľubovňa.
Stará Ľubovňa (mađarski: Ólubló, njemački: Altlublau, poljski: Stara Lubowla) grad je u Prešovskom kraju u istočnoj Slovačkoj u blizini granice s Poljskom. Upravno središte Okruga Stará Ľubovňa.

## Zemljopis
Stará Ľubovňa smjestila se na rijeci Poprad 15 km južno od granice s Poljskom i 30 km istočno od Visokih Tatri. Jedan je od najstarijih gradova u pokrajini Spiš.

## Povijest
Godine 1292. Stará Ľubovňa se prvi put spominje kao Libenow. Slobodni kraljevski grad je postala 1364. godine. 
Žigmund Luksemburški je 1412. grad darovao poljskom kralju Vladislavu II., i grad je ostao u rukama Poljaka 360 godina. Tijekom prve podjele Poljske 1772. u vrijeme vladavine Marije Terezije grad je vraćen Kraljevini Ugarskoj.

## Stanovništvo
| Godina:     | 1993.  | 2003.   | 2013.   | 2023.   |
| ----------- | ------ | ------- | ------- | ------- |
| Broj ljudi: | 15 110 | 16 398  | 16 359  | 15 628  |
| Razlika:    |        | +8,52 % | -0,23 % | -4,46 % |

| Godina:     | 2022.  | 2023.   |
| ----------- | ------ | ------- |
| Broj ljudi: | 15 707 | 15 628  |
| Razlika:    |        | -0,50 % |

Po popisu stanivništva iz 2001. godine grad je imao 16.227 stanovnika.
- Slovaci 89,5 %
- Romi 5,97 %
- Rusini 1,48 %
- Ukrajinci 1,00 %
- Česi 0,64 %

Prema vjeroispovijesti najviše je rimokatolika 67,65 %, grkokatolika 22,20 %, ateista 5,01 %, pravoslavca 1,61 % i luterana 0,81 %.

## Gradovi prijatelji
- Nowy Sącz, Poljska

## Poznate osobe
- Marián Hossa, hokejaš slovačke hokejaške reprezentacije i Detroit Red Wingsa (NHL)

## Vanjske poveznice
- Službena stranica grada

### Ostali projekti
|  | Zajednički poslužitelj ima još gradiva o temi Stará Ľubovňa |